# St. Peter und Paul (Berg, Metten)

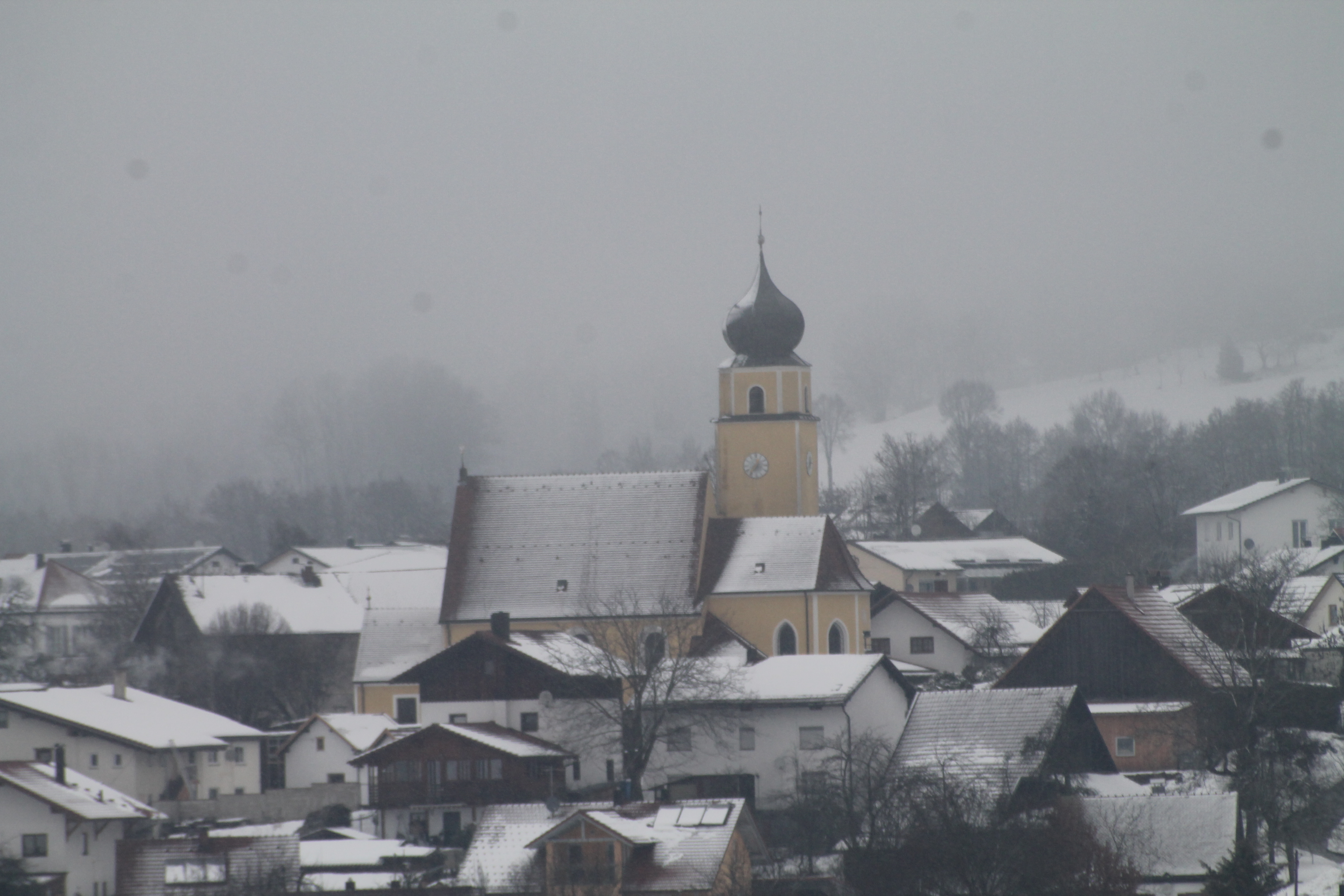
St. Peter und Paul in Berg

Die römisch-katholische Filialkirche St. Peter und Paul steht in Berg, einem Gemeindeteil des Marktes Metten im niederbayerischen Landkreis Deggendorf.  Sie ist in der Liste der Baudenkmäler in Metten unter der Nummer D-2-71-132-9 eingetragen. Die Kirche gehört zum Dekanat Deggendorf-Viechtach im Bistum Regensburg.

## Beschreibung
Die gotische Saalkirche wurde um 1299 auf den Grundmauern des Vorgängerbaus errichtet und um 1600 barock erneuert. Sie besteht aus dem Langhaus, dem eingezogenen, dreiseitig geschlossenen spätgotischen Chor im Osten und dem in den unteren Geschossen noch romanischen Chorflankenturm auf quadratischem Grundriss an der Nordwand des Chors. In einem Vorbau an der Westseite des Langhauses befindet sich das Portal. Der Chorflankenturm erhielt 1893 ein achteckiges Geschoss und wurde mit einer Zwiebelhaube bedeckt. Der Hochaltar stammt aus der Zeit um 1760.